# Max Bruch
Max Bruch, född 6 januari 1838 i Köln, död 20 oktober 1920 i Berlin-Friedenau, var en tysk kompositör, pianist och dirigent. 

## Biografi
Bruch utbildades först av modern, som var sångerska, och sedan i Bonn. Redan som fjortonåring skrev han en symfoni, för vilken han fick Mozart-Stiftungs stipendium. Därefter studerade Bruch piano för Carl Reinecke och musikteori och komposition vid konservatoriet i Köln. 
Han var först musiklärare i Köln och därefter 1865-1867 musikdirektör i Koblenz samt 1867-1870 hovkapellmästare i Sondershausen; sedan dirigent vid olika sällskap i Berlin, Liverpool och Breslau. Under 1901–1910 var Bruch professor i komposition vid musikhögskolan i Berlin.
Bruchs komponerade i en lättillgänglig, nästan folkligt melodiös form. Stilistiskt utgick han från Mendelssohn och nationalromantiken. Hans främsta verk är de för kör och orkester och Frithjof gjorde honom berömd. Idag mest känd är dock den ofta spelade violinkonserten i g-moll, opus 26.
Bruch hörde till de kompositörer vars musik förbjöds under nazitiden. Orsaken var hans verk Kol Nidrei från 1881 som var direkt inspirerat av musik som framförs på den judiska försoningsdagen, jom kippur. Detta räckte för att verk av Bruch – en tysk protestant utan judiskt påbrå – upphörde att spelas.

## Verkförteckning (urval)
Bruch skrev över tvåhundra musikstycken.

### Orkesterverk
- Violinkonsert nr 1 i g-moll, op. 26 (1864–68)
- Symfoni nr 1 i Ess-dur, op. 28 (1870)
- Symfoni nr 2 i f-moll, op. 36 (1870)
- Romans i a-moll för violin och orkester, op. 42 (1874)
- Violinkonsert nr 2 i d-moll, op. 44 (1878)
- Schottische Fantasie för violin, harpa och orkester, op. 46 (1879/80)
- Kol Nidrei för cello, harpa och orkester, op. 47 (1881)
- Symfoni nr 3 i E-dur, op. 51 (1887)
- Canzone för cello och orkester, op. 55 (1891)
- Adagio nach keltischen Melodien för cello och orkester, op. 56 (1891)
- Adagio appassionato för violin och orkester, op. 57 (1891)
- Violinkonsert nr 3 i d-moll, op. 58 (1891)
- Ave Maria för cello och orkester, op. 61 (1892)
- In Memoriam för violin och orkester, op. 65 (1893)
- Serenad i a-moll för violin och orkester, op. 75 (1900)
- Lieder und Tänze nach russischen und schwedischen Volksmelodien för violin och orkester, op. 79 (1903)
- Suite nach russischen Volksmelodien för orkester, op. 79b (1905)
- Konzertstück i fiss-moll för violin och orkester, op. 84 (1911)
- Romans för violin och orkester, op. 85 (1911)
- Konsert för viola, klarinett och orkester, op. 88 (1911)
- Konsert för två pianon och orkester, op. 88a
- Svit nr 2 för orgel och orkester, op. 88b

### Kammarmusik
- Pianotrio i c-moll, op. 5 (1858)
- Stråkkvartett nr 1 i c-moll, op. 9 (1858)
- Stråkkvartett nr 2 i E-dur, op. 10 (1859)
- Pianokvintett i g-moll (1886)
- Schwedische Tänze för violin och piano, op. 63 (1892)
- Åtta stycken för klarinett, viola/cello och piano, op. 83 (1910)

### Vokalmusik
- Frithjof – Szenen aus der Frithjof-Sage, kantat för sopran, baryton, manskör och orkester, op. 23 (1864)
- Odysseus – Szenen aus der Odyssee, oratorium för solister, blandad kör och orkester, op. 41 (1871/72)
- Arminius, oratorium för solister, blandad kör och orkester, op. 43 (1877)
- Das Lied von der Glocke, oratorium för solister, blandad kör, orgel och orkester, op. 45 (1879)
- Das Feuerkreuz, fantasi för solister, blandad kör och orkester, op. 52 (1889)
- Moses, oratorium för sopran, tenor, bas, blandad kör, orgel och orkester, op. 67 (1895)

### Opera
- Scherz, List und Rache, komisk opera i 1 akt, op. 1 (1858)
- Die Loreley, romantisk opera i 3 akter, op. 16 (1860/61)
- Hermione, opera i 4 akter, op. 40 (1872)

## Utmärkelser
Asteroiden 5004 Bruch är uppkallad efter honom.